# Robin Ziegele
Robin Ziegele (* 13. März 1997 in Wolfsburg) ist ein deutscher Fußballspieler. Der Innenverteidiger steht aktuell beim SSV Jahn Regensburg unter Vertrag und ist ehemaliger deutscher Nachwuchsnationalspieler.

## Karriere

### Im Verein
Ziegele wurde in Wolfsburg geboren und spielte bereits als Vierjähriger beim Stadtteilklub TSG Mörse. Als F-Jugendlicher wurde er in das Nachwuchsleistungszentrum des Bundesligisten VfL Wolfsburg aufgenommen und dort fortan fußballerisch ausgebildet.
Mit der A-Jugend der Wölfe gelangte der Verteidiger in der Saison 2014/15 bis ins Halbfinale der Endrunde um die Meisterschaft, wo jedoch Konkurrent Cottbus nach Elfmeterschießen siegreich vom Platz ging. Auch in der folgenden Spielzeit war Ziegele, sofern er spielbereit war, ein fester Kandidat für die Startelf und konnte mit Wolfsburgs U19 sogar an der UEFA Youth League 2015/16 teilnehmen, wo allerdings nach der Gruppenphase Schluss war.
Zur Saison 2016/17 der Regionalliga Nord kam der Abwehrspieler unter Trainer Rüdiger Ziehl zur zweiten Mannschaft des VfL. Dort konnte er sich zwar erst in seiner letzten Saison einen Stammplatz erarbeiten, jedoch im Frühjahr 2019 sogar mit der Mannschaft den Meistertitel feiern. Nach einem 3:1 über den Bayernmeister FC Bayern München II folgte ein 1:4 im Rückspiel in der bayerischen Landeshauptstadt, weshalb die Münchner das Ticket für die 3. Liga ziehen konnten. Zwei Wochen vorher stand Ziegele sogar am 32. Spieltag im Bundesligakader gegen den 1. FC Nürnberg, wurde jedoch nicht eingesetzt.
Die Leistung diverser junger Wolfsburger Spieler wie Ziegele oder Mitspieler Daniel Hanslik während der Saison, aber auch in den Relegationsspielen, machte andere Klubs auf sie aufmerksam. Während Hanslik zum Zweitligisten Holstein Kiel ging, wurde Ziegele als „Wunschspieler“ des Braunschweiger Sportdirektors Peter Vollmann von der dort ansässigen Eintracht Braunschweig verpflichtet. So ging er beispielsweise denselben Weg wie die Brüder Nick und Yari Otto, die über Mörse und den VfL in Braunschweig landeten. Sein Vertrag war bis Juni 2021 gültig. Nach dessen Auslaufen war er ohne Verein.
Am 17. September 2021 gab Preußen Münster die Verpflichtung von Ziegele bekannt.
Nach einer Spielzeit in Münster wechselte er im Sommer 2022 zum Drittligisten FSV Zwickau, um dort Max Reinthaler zu ersetzen, der zum Ligakonkurrenten SV Wehen Wiesbaden gewechselt war.
Nach einer Saison in Zwickau wechselte er im Sommer 2023 zum SSV Jahn Regensburg und unterschrieb einen Vertrag bis Juni 2025.

### Nationalmannschaft
Zwischen 2014 und 2015 absolvierte Ziegele fünf Länderspiele für Nachwuchsnationalmannschaften des DFB.

## Erfolge
VfL Wolfsburg II
- Meister der Regionalliga Nord: 2019

Eintracht Braunschweig
- Aufstieg in die 2. Bundesliga: 2020

## Privates
Ziegele legte erfolgreich seine Prüfungen für die Mittlere Reife ab und absolvierte im Anschluss eine kaufmännische Ausbildung bei seinem damaligen Verein VfL Wolfsburg. Als fußballerisches Vorbild gab er als A-Junior Thiago Silva an.